# Jean Matter
Pour les articles homonymes, voir Matter.
Jean Matter, né le 27 novembre 1915 à Montreux et mort le 10 octobre 1993 au Mont-sur-Lausanne, est un musicologue et romancier suisse.

## Biographie
Il nait de Henri Matter et Marthe Estoppey, instituteurs tous les deux. Il s'adonne à la musique dès sa seizième année mais n'obtient jamais de diplôme à cause de problèmes de santé. Après une scolarité chaotique qui le mène jusqu'au seuil de l'Université, il devient libraire mais est déçu par cette activité.
En 1943, il épouse Anne-Marie Hinderling. Ensuite, pendant 20 ans, il devient correcteur d'imprimerie à Lausanne, ce qui lui permet d'écrire pendant ses loisirs. Voué à la musique, il a écrit plusieurs ouvrages, Mahler le démoniaque, Bach éternel, Honegger ou la quête de joie, Wagner l'enchanteur. Le premier titre sur Mahler est une première approche, toute nouvelle pour le public français du grand musicien autrichien, en 1959. 
En 1968, il publie l'ouvrage sur Wagner : l'enchanteur, comme Matter l'appelle, domine ainsi de sa présence tutélaire la lente approche et la patiente maturation de l'œuvre de cet essayiste.
Il publie aussi des romans comme Parsifal ou le pays romand, qui est, vue à travers l'existence d'un adolescent, l'histoire de sa révolte contre l'ordre établi.

## Publications
- Mahler le démoniaque, Éditions Foma, Lausanne, 1959.
- Wagner l'enchanteur, Neuchâtel, la Baconnière, 1968.
- Parsifal ou le pays romand, Lausanne, l'Âge d'Homme, 1968.
- Les saisons de la musique, l'Âge d'Homme, Lausanne, 1969.
- Connaissance de Mahler, Lausanne, l'Âge d'Homme, 1974.
- La Fête à Laudun, Lausanne, Éditions de la Thièle, 1976.
- Wagner et Hitler, Lausanne, l'Âge d'Homme, 1977.
- Parsifal ou le Pays romand 3, Lausanne, l'Âge d'Homme, 1982.
- Les Maîtres chanteurs de Nuremberg, Paris, Avant-Scène, 1989.
- Parsifal ou Le Pays romand 4, Lausanne, l'Âge d'Homme, 1992.